# Holyoke (Massachusetts)

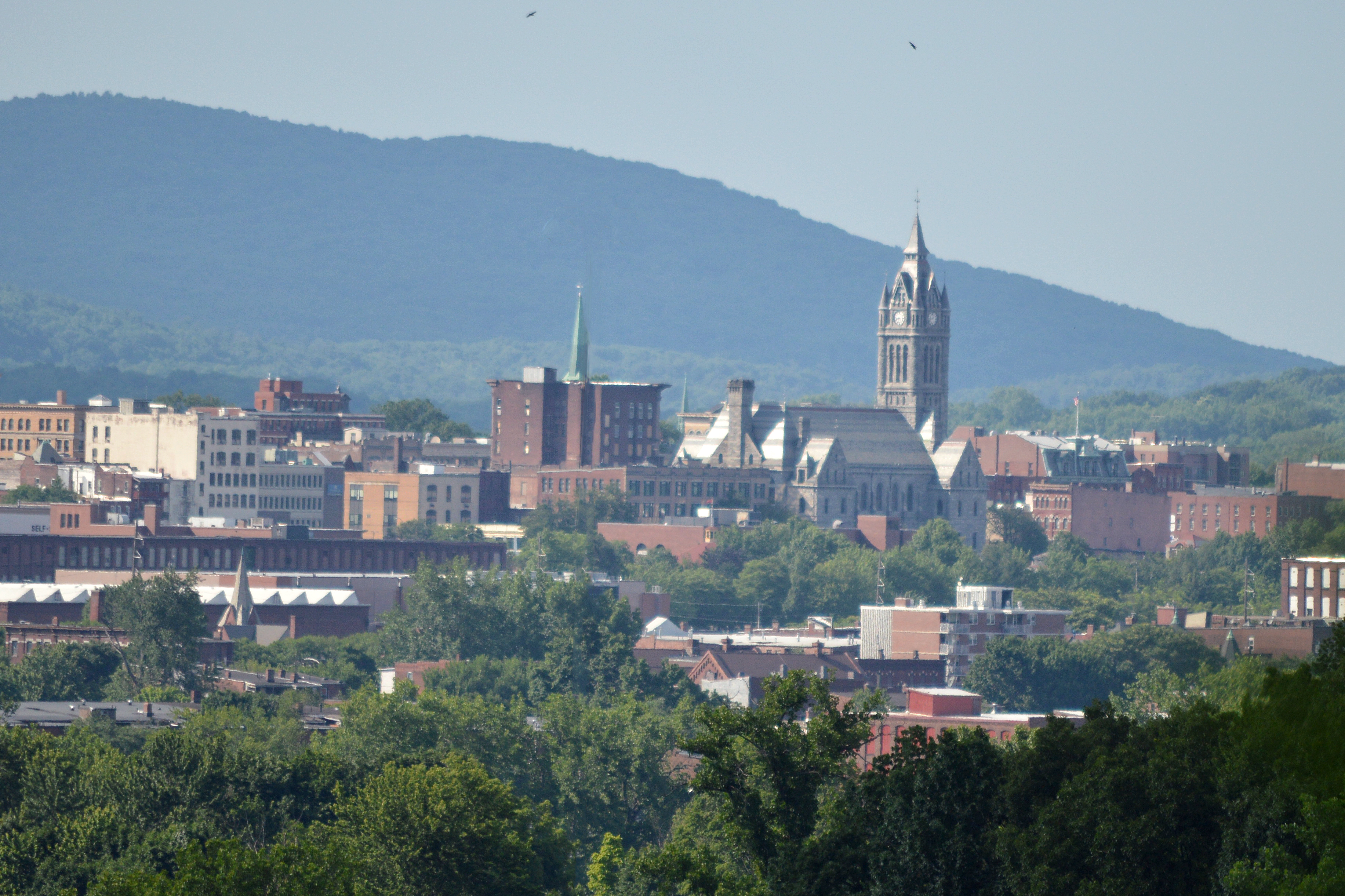

Holyoke é uma cidade dos Estados Unidos da América no estado de Massachusetts, localizada no Condado de Hampden.

## Demografia
Conforme o censo de 2000, havia 39.838 pessoas, 14.967 agregados familiares, e mais de 9.474 famílias residentes na cidade. A densidade populacional é 1871,4 pessoas por milha quadrada (722.5/km ²). A composição racial da cidade é 65,76% brancos, 3,71% afro-descendentes, 0,38% nativos nrte-americanos, 0,81% asiáticos, 0,12% pacífico-islandeses, 26,41% de outras raças, e 2,81% a partir de duas ou mais raças. Hispânicos de qualquer raça latina eram 41,38% da população.
A população aumentou em 29,5% com menos de 18 anos, 9,0% de 18 a 24, 26,8% de 25 a 44, 19,2% de 45 a 64, e de 15,6% com 65 anos de idade ou mais. A idade média foi de 34 anos. Para cada 100 mulheres existem 88,1 homens. Para cada 100 mulheres de mais de 18 anos, havia 81,3 homens.
O rendimento médio de uma família na cidade foi de US $ 30441, e o rendimento mediano para uma família foi de US $ 36130. Os homens tinham um rendimento médio de US $ 34849, e US $ 26652 para as mulheres. A renda per capita da cidade era de US$ 15.913. Cerca de 22,6% das famílias e 26,4% da população estavam abaixo da linha de pobreza, incluindo 41,7% das pessoas com menos de 18 anos e 13,2% das pessoas de 65 anos ou mais.

## Geografia
De acordo com o United States Census Bureau, a cidade tem uma área total de 22,8 milhas quadradas (59,1 km ²), dos quais, 21,3 milhas quadradas (55,1 km ²) são de terra e 1,5 milhas quadradas (4,0 km ²) é água.

## Voleibol
Holyoke é o berço do voleibol. Foi ali, em 1895, que William G. Morgan inventou o voleibol, quando estava à procura de uma alternativa para o basquete.